# تپه نورآباد
تپه نورآباد مربوط به دوران پیش از تاریخ ایران باستان است و در شهرستان ممسنی، روستای نورآباد واقع شده و این اثر در تاریخ ۲۸ تیر ۱۳۵۵ با شمارهٔ ثبت ۱۲۷۳ به‌عنوان یکی از آثار ملی ایران به ثبت رسیده است.